# Jay és Néma Bob visszavág
A Jay és Néma Bob visszavág (Jay and Silent Bob Strike Back) egy 2001-ben bemutatott amerikai szatirikus vígjáték, melyet Kevin Smith rendezett, aki a történet írója is egyben, valamint az egyik címszereplő, Néma Bob megformálója. A történet részben összefügg és többszörösen visszautal a rendező korábbi filmjeire, amelyekben Jay (Jason Mewes alakítja) és Néma Bob állandó mellékszereplőkként tűntek fel. A filmben szerepel még Shannon Elizabeth, Jason Lee, Ben Affleck, Matt Damon, Will Ferrell, Eliza Dushku, Ali Larter, és Chris Rock is, némelyikük többes szerepben.
2018-ban Kevin Smith bejelentette a film folytatásának elkészítését. 2019 október 15-én volt a premierje a Jay és Néma Bob Reboot című, remake-szerű alkotásnak.

## Cselekmény
Dante Hicks és Randal Graves távoltartási végzést kérnek Jay és Néma Bob ellen, miután a páros folyamatosan füvet árul a Villámgyors Vegyesbolt előtt, és közben elterjesztik, hogy ők ketten egy Star Wars-tematikájú esküvő keretein belül egybekeltek. Miután egy évig a bolt közelébe se mehetnek, úgy döntenek, Brodie Bruce-hoz mennek a képregényboltba, akitől megtudják, hohgy a Miramax filmet akar forgatni a Bunkómen és Gyökér képregényből. Ezt megtudva felkeresik Holden McNeil-t, a társszerzőt, akitől követelik az ezért járó pénzt. Holden közli velük, hogy a jogokat rég eladta a volt társának, Banky Edwardsnak. Miután felmennek az internetre és azt látják, hogy a kommentelők ízekre szedik a filmet, azt a következtetést vonják le, hogy ez az ő megítélésükre is hátrányosan fog hatni, ezért le akarják állítani a forgatást, de legalább pénzt akarnak mindebből látni.
Útközben összebarátkoznak egy állatok felszabadításáért dolgozó csoporttal, amelynek tagjai Justice, Sissy, Missy, Chrissy, és Brent. Utóbbi csak egy bűnbak, ugyanis a szervezet csak egy álca, valójában csak kitalálták, hogy állatokat szabadítanak ki egy laboratóriumból, a cél egy gyémántokkal teli páncélterem kirablása. Jay kidobja az autóból Brentet, mert udvarolni akar Justice-nak. A többiek úgy döntenek, hogy Jay-jel és Néma Bobbal vitetik majd el a balhét, aminek Justice nem örül, mert megkedveli őket. Miközben a lányok véghezviszik a rablást, Jay és Néma Bob kiszabadítják az állatokat, köztük egy Suzanne nevű orangutánt. Épp meg tudnak szökni, mire a rendőrök kiérnek, és amikor az látják, hogy a furgonjuk felrobban, azt feltételezik, hogy a lányok is meghaltak.
Willenholly szövetségi vadőr, aki a helyszínre érkezik, gyakorlatilag egyáltalán nem foglalkozik a gyémántrablással, csak az állatokkal, amelyeket Suzanne segítségével sikerül visszaszerezniük. A rendőrség talál egy videót, amelyet Sissy készített jayről, melyen azt mondja, hogy ő a "csiklóvezér", amely a Csimpánzféléket Igájukból Kiszabadító Lelkes Organizációra utal. Willenholly szerint ez terrorcselekmény, ezért megkezdi a hajtóvadászatot. Meg is találja mindkettejüket egy Vasquez Rocks-közeli éttermeben, majd üldözőbe veszi őket. A közeli gát csatornarendszerében bújkálnak, és Suzanne segítségével lerázzák Willenhollyt, de az orangutánt magával viszi egy hollywoodi ügynökség.
Jay és Néma Bob végül eljutnak Hollywoodba, a Miramax stúdiójába. Lerázzák a biztonsági őröket, majd keresztülvágnak több film forgatási helyszínén, mint például a "Good Will Hunting 2: Vadászidény" vagy a "Sikoly 4". Végül Jason Biggs és James van der Beek öltözőjében kötnek ki - ők játsszák ugyanis a szerepüket a Bunkómen és Gyökér filmben. Suzanne kiüti őket, Jay és Néma Bob pedig felveszi a jelmezüket, miközben a két színészt elviszi a rendőrség, mert összetévesztik őket velük. 
Betévednek a filmjük forgatására, amelynek a rendezője a rasszista fekete Chaka Luther King. Ő azt hiszi, hogy ők a dublőrök, ezért be is rakja őket a jelenetbe, ahol az ellenfelük Mark Hamill, aki a Dákónvágó nevű főgonoszt alakítja. Közben Willenholly is rájuk talál és le akarja lőni őket, de Justice megtalálja őt, leállítja, és bevallja, hogy az egész csak elterelés volt és ők a bűnösök. Megérkezik a többi gyémántrabló és egy hatalmas lövöldözős harci jelenet kezdődik. Jay és Néma Bob megtalálják Bankyt és követelik, hogy állítsa le a produkciót. Banky közli, hogy erről szó sem lehet, mert a Miramax rengeteg pénzt fizet ezért, és az interneten úgyis tovább fogják őket szidni a kommentelők. Néma Bob ekkor felvilágosítja arról, hogy megszegte az eredeti megállapodásukat azzal, hogy a beleegyezésük nélkül adta el az őket mintázó karakterek jogait. Banky, aki tart attól, hogy ez komoly jogi következményekkel is járhat, inkább odaadja nekik a fele pénzt.
Justice ezt követően feladja magát és az egész csapatát, egy rövidebb büntetés reményében, valamint hogy ejtsék a vádakat Jay-jel és Néma Bobbal szemben. A duó ezt követően arra költi a pénzét, hogy elutazzon minden egyes kommentelőhöz, legyen az akárki, hogy alaposan helybenhagyja.
A film végén látható, hogy az El Rey moziban tartott díszbemutatóról sorra jönnek ki az előző filmekben látott szereplők, akiknek nem tetszett annyira a produkció. Jay és Néma Bob, valamint a börtönből ideiglenesen eltávozható Justice és az őt kisérő, immár FBI-ügynök Willenholly a vetítés után az afterpartyra mennek, ahol Morris Day és a Time zenélnek.
A stáblista végén a Dogma filmben látott Isten becsukja a View Askewniverse feliratú könyvet.

## Készítése
Már a Shop-show című film záró jelenetében történt utalás arra, hogy Jay, Néma Bob és egy majom egy másik történetben együtt szerepelnek. Magát a történetet a Chasing Dogma című képregény inspirálta, amely a Képtelen képregény és a Dogma közti eseményeket mesélte el, és 1998-1999 között jelent meg. A forgatás 2001 januárjában kezdődött és áprilisban már be is fejeződött. A forgatási helyszínek többnyire New Jersey és Kalifornia államban voltak.
Később, a Jay & Silent Bob Get Old nevű podcastben Kevin Smith rendező elmondta, hogy mekkora fejfájást jelentett neki a film készítése, mert a Jayt játszó Jason Mewes alkohol- és heroinfüggősége miatt egy időzített bomba volt. Ez pedig azzal fenyegetett, hogy az egész forgatást bármelyik pillanatban le lehetett volna állítani. Mewes durva hangulatingadozásoktól szenvedett az elvonási tünetek miatt, ami odáig fajult, hogy egy nap a forgatásra menet Smith kidobta őt a kocsijából. A drogok hiányát masszív alkoholfogyasztással kompenzálta, aminek az lett a következménye, hogy majdnem összeverekedett a producer Scott Mosier-rel, amikor részegen jött vissza egy jelenet újraforgatására. Amikor befejezték a forgatást, Smith közölte Mewes-szal, hogy menjen elvonóra, vagy soha többé nem beszél vele.
2001 augusztusában, a bemutató előtt a Melegek és Leszbikusok a Megszégyenítés Ellen nevű szervezet (GLAAD) támadást intézett a film ellen, mondván hogy a filmben a homoszexualitást dehonesztáló tónussal ábrázolják. Kifejezetten visszatetszőnek találták a jelenetet, ahol Jay visszautasítja az orális szex lehetőségét egy kamionos fuvarért cserébe, illetve amikor az egyik biztonsági őrt próbálja Néma Bob orális szex ígéretével kicselezni. Ezért a szervezet részéről Scott Seomin egy tízezer dolláros támogatást kért a Matthew Shepard Alapítvány részére és hogy tüntessék fel a stáblista végén a GLAAD célkitűzéseit. Roger Ebert filmkritikus ezt visszásnak találta, mert szerinte a GLAAD nem találja elég intelligensnek a film nézőit ahhoz, hogy megkülönböztessék a bigottságot a szatírától.
2004-ben bemutatásra került az Oh, What a Lovely Tea Party (Ó, mily csodás teazsúr), amely a film készítéséről szóló dokumentumfilm.

## Szereplők
| Szereplő                   | Színész             | Magyar hang         |
| -------------------------- | ------------------- | ------------------- |
| Jay                        | Jason Mewes         | Rába Roland         |
| Néma Bob                   | Kevin Smith         | Faragó András       |
| Justice                    | Shannon Elizabeth   | Majsai-Nyilas Tünde |
| Willenholly vadőr          | Will Ferrell        | Sörös Sándor        |
| Sissy                      | Eliza Dushku        | Kisfalvi Krisztina  |
| Chrissy                    | Ali Larter          | Roatis Andrea       |
| Missy                      | Jennifer Schwalbach | Csondor Kata        |
| Holden McNeil              | Ben Affleck         | Bozsó Péter         |
| Önmaga                     | Ben Affleck         | Bozsó Péter         |
| Chaka Luther King          | Chris Rock          | Vincze Gábor Péter  |
| Dante Hicks                | Brian O’Halloran    | Sótonyi Gábor       |
| Randal Graves              | Jeff Anderson       | Seder Gábor         |
| Chaka asszisztense         | Jamie Kennedy       | Janovics Sándor     |
| Brodie Bruce               | Jason Lee           | Takátsy Péter       |
| Banky Edwards              | Jason Lee           | Takátsy Péter       |
| Önmaga / Dákónvágó         | Mark Hamill         | Honti Molnár Gábor  |
| Scooby-Doo hasonmás (hang) | Mark Hamill         | Bolla Róbert        |
| Fred Jones hasonmás        | Marc Blucas         | Damu Roland         |
| Bozont Rogers hasonmás     | Matthew James       | Szatmári Attila     |
| Diána Blake hasonmás       | Carmen Llywellyn    | ?                   |
| Vilma Dinkley hasonmás     | Jane Silvia         | Oláh Orsolya        |
| Miramaxos biztonsági őr    | Diedrich Bader      | Juhász György       |
| Brent                      | Seann William Scott | Karácsonyi Zoltán   |
| Stoppos csavargó           | George Carlin       | Vizy György         |
| Apáca                      | Carrie Fisher       | Keönch Anna         |
| Sheriff                    | Judd Nelson         | Varga Tamás         |
| Reg Hartner                | Jon Stewart         | Megyeri János       |
| Pumpkin Escobar            | Tracy Morgan        | Kapácsy Miklós      |
| Önmaga                     | Matt Damon          | Kaszás Gergő        |
| Önmaga                     | Wes Craven          | Garai Róbert        |
| Önmaga                     | Gus Van Sant        | Bordás János        |
| Önmaga                     | Jules Asner         | Csampísz Ildikó     |
| Önmaga                     | Shannen Doherty     | Kerekes Andrea      |
| Önmaga                     | Steve Kmetko        | Bicskey Lukács      |
| Önmaga                     | Jason Biggs         | Hevér Gábor         |
| Önmaga                     | James Van Der Beek  | Lux Ádám            |

## Jay és Néma Bob más filmekben
- Shop-stop (Clerks – 1994)
- Shop-show (Mallrats – 1995)
- Képtelen képregény (Chasing Amy – Comic Strip – 1997)
- Dogma (1999)
- Sikoly 3. (Scream 3 – 2000) (cameoszerep)
- Shop-stop 2. (Clerks 2. – 2006)
- Jay és Néma Bob Reboot (2019)

## Televíziós megjelenések
M1, RTL Klub, HBO, Comedy Central